# Campionat del món d'escacs de 2000 (FIDE)
El Campionat del món d'escacs de 2000 (versió FIDE) fou l'edició de 2000 del Campionat del món d'escacs, organitzada per la FIDE entre novembre i desembre de 2000 a Nova Delhi i Teheran. Igualment com l'edició anterior, l'esdeveniment fou disputat per sistema eliminatori. La final la varen disputar, en un matx a sis partides, l'espanyol Aleksei Xírov i l'indi Viswanathan Anand, qui es proclamà nou campió. En aquest campionat no hi varen participar ni el campió del món de la PCA, Vladímir Kràmnik, ni els excampions Garri Kaspàrov i Anatoli Kàrpov.
|                   | 1 | 2 | 3 | 4 | 5 | 6 | Total |
| ----------------- | - | - | - | - | - | - | ----- |
| Aleksei Xírov     | ½ | 0 | 0 | 0 | - | - | ½     |
| Viswanathan Anand | ½ | 1 | 1 | 1 | - | - | 3½    |